# Hermissenda crassicornis
Espèce
Hermissenda crassicornis est une espèce de mollusques gastéropodes opisthobranches (limaces de mer).

## Description
C'est un petit nudibranche éolidien mesurant entre 3 et 5 cm, avec une silhouette effilée vers une longue queue pointue. Son corps est le plus souvent d'un blanc transparent émargé de bleu iridescent, sur lequel se détachent bien les couleurs de ses différents appendices. Les nombreux cérates dorsaux (appendices servant à la respiration et à la digestion) sont vivement colorés, et peuvent être rouges, bruns, violets ou orangés, avec la pointe très colorée (généralement jaune orangé). Ils sont généralement réunis en grappes, et laissent souvent voir par transparence les prolongements de l'appareil hépato-digestif qui s'y terminent, de couleur généralement pourpre, ainsi qu'en période de ponte les boules formées par les glandes génitales situées à la base des cérates. Le dos est parfois orné d'un motif bleu luminescent.
La tête, de la même couleur que le corps, est bien marquée, et présente des rhinophores (appendices sensoriels) d'un blanc laiteux séparés par une bande jaune vif, et de longs tentacules buccaux de la même couleur que le corps et parcourus par un trait blanc très lumineux.

## Habitat et répartition
On trouve ces nudibranches sur les côtes Est du Pacifique, de l'Alaska au Mexique. Elle vit entre la surface et quelques dizaines de mètres de profondeur (y compris dans la zone intertidale). On en trouve sur fonds rocheux dans une grande diversité de biotopes, et jusque dans les estuaires.

## Utilisation scientifique
H. crassicornis est parfois utilisée comme espèce modèle en laboratoire. Elle a par exemple été utilisée pour montrer qu'un neurotoxique comme le plomb (facteur de saturnisme chez l'homme et chez l'animal) affectait aussi la capacité d'apprentissage d'animaux dont le système nerveux est plus « primitif ».

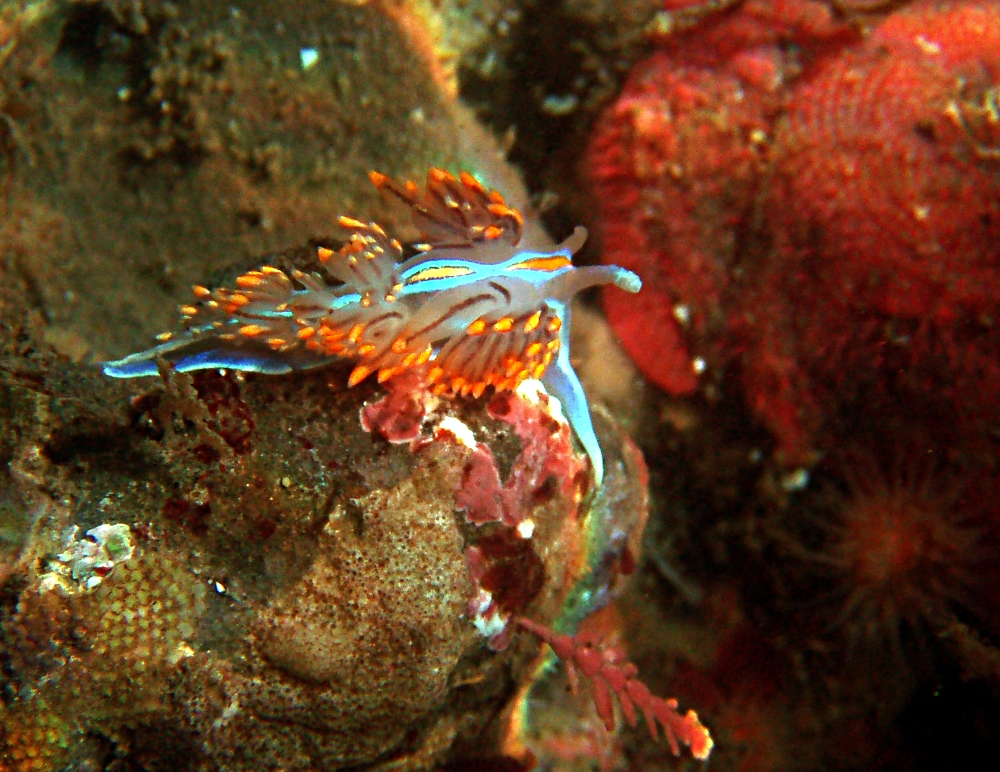
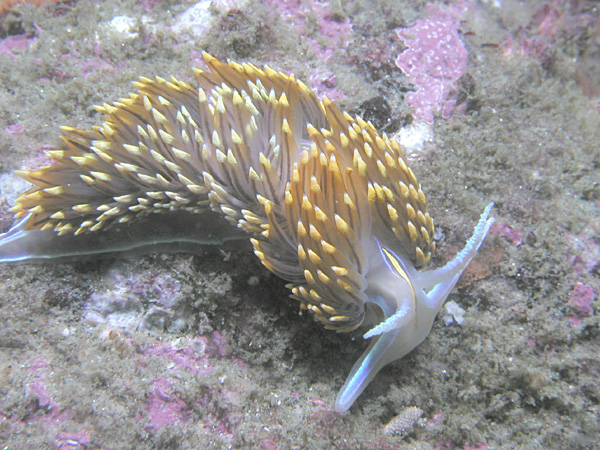
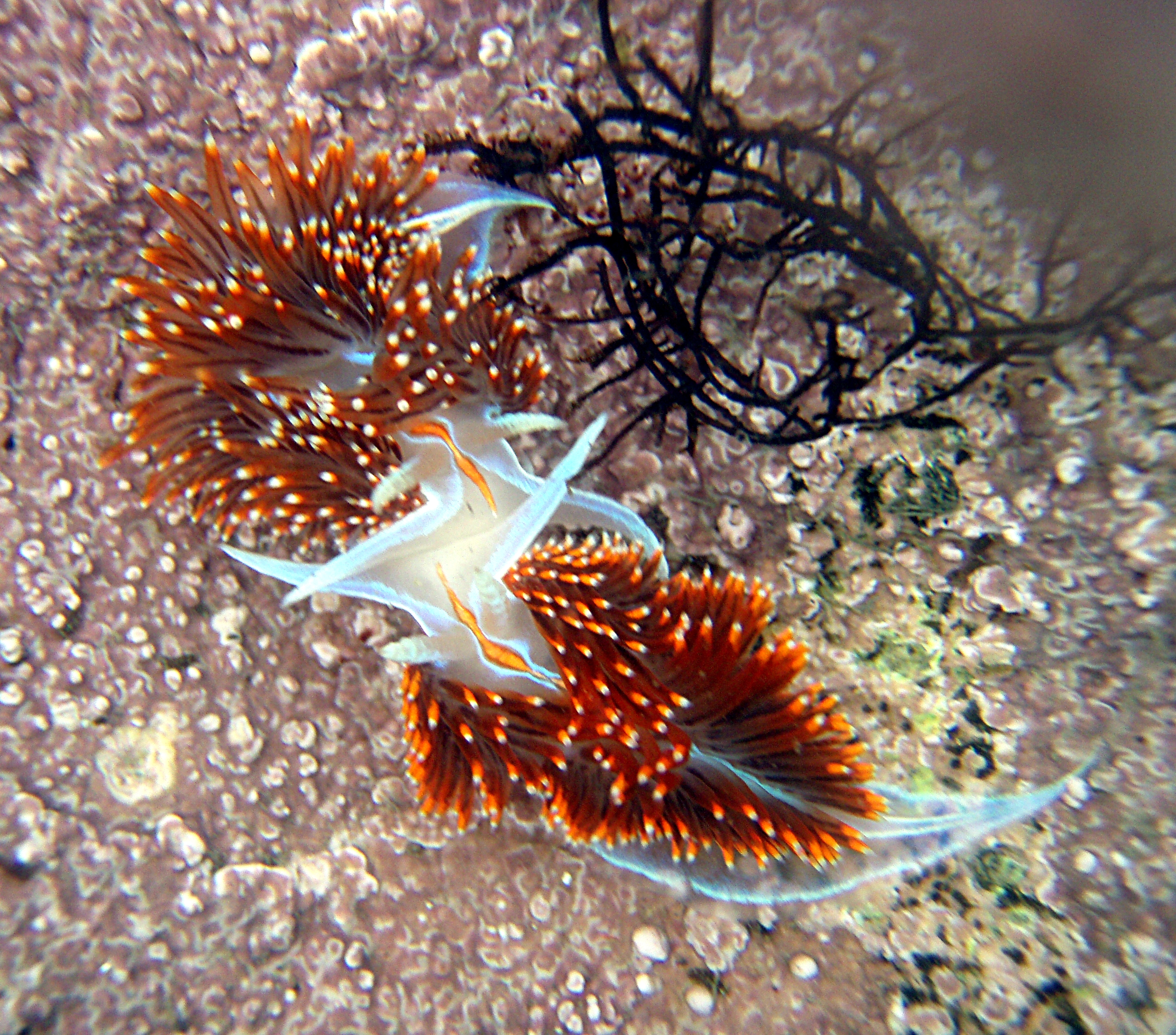
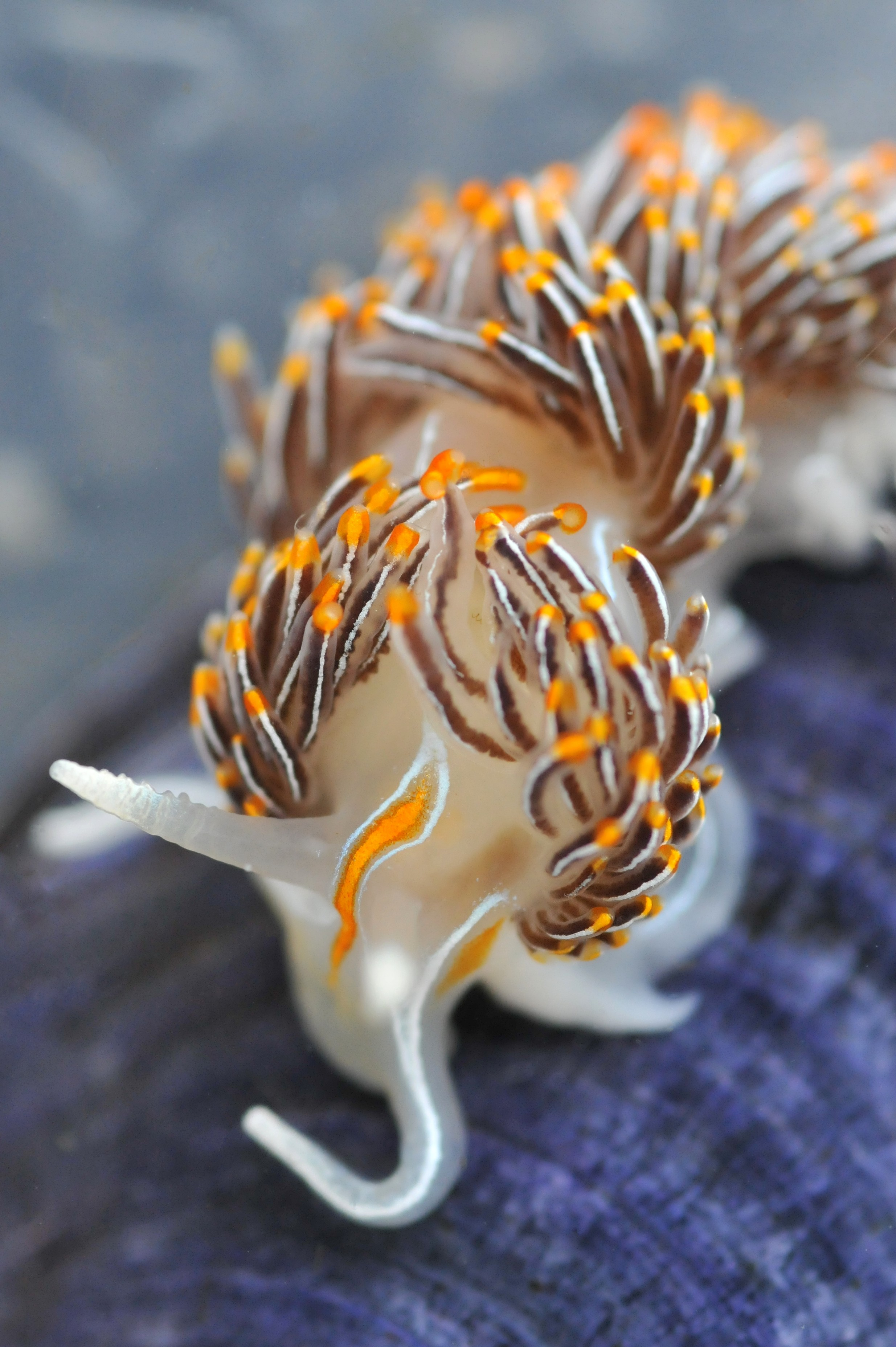
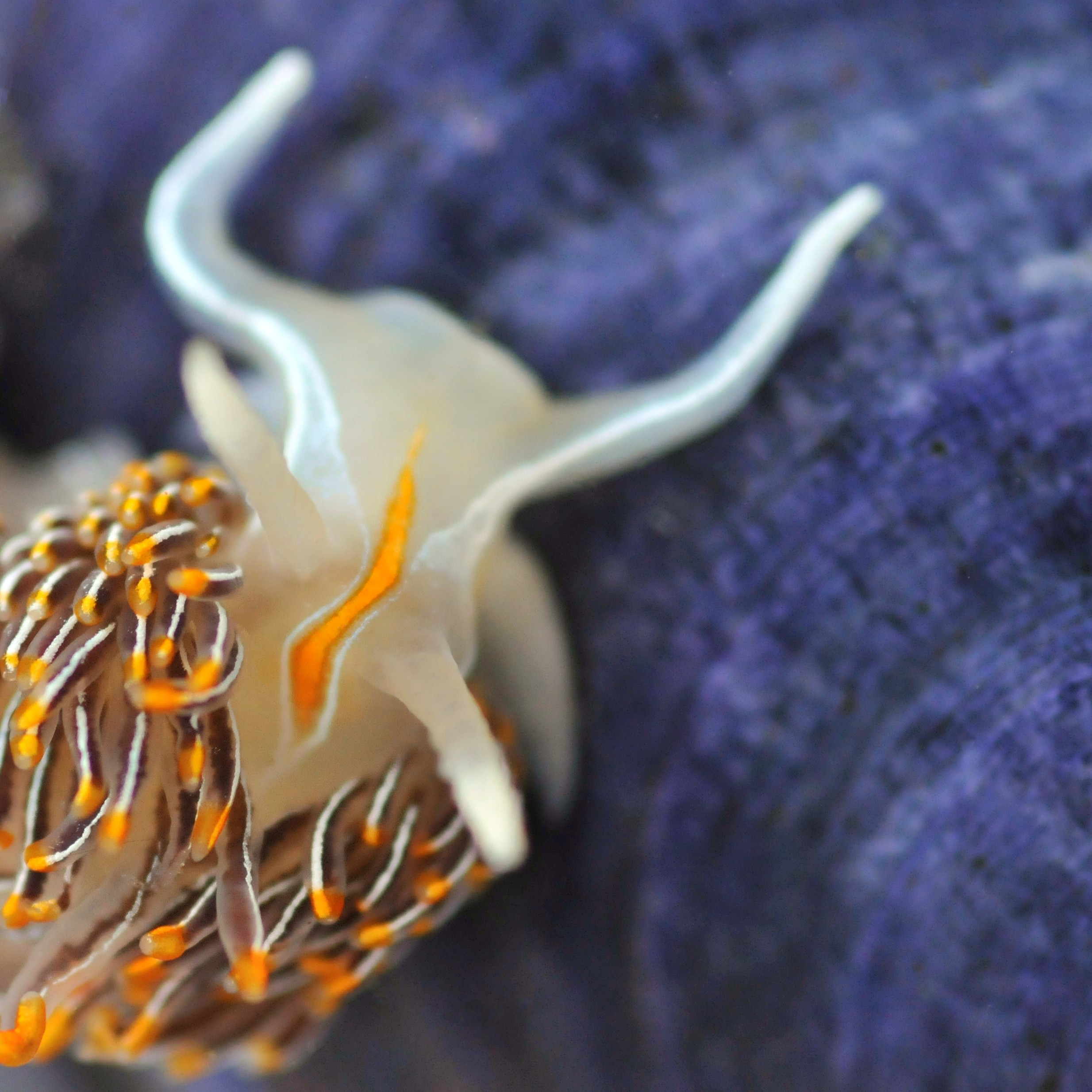
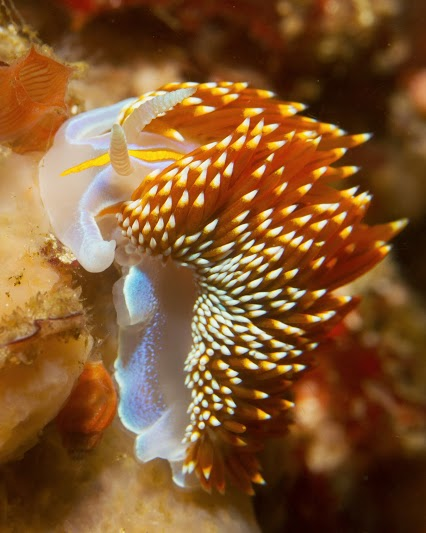
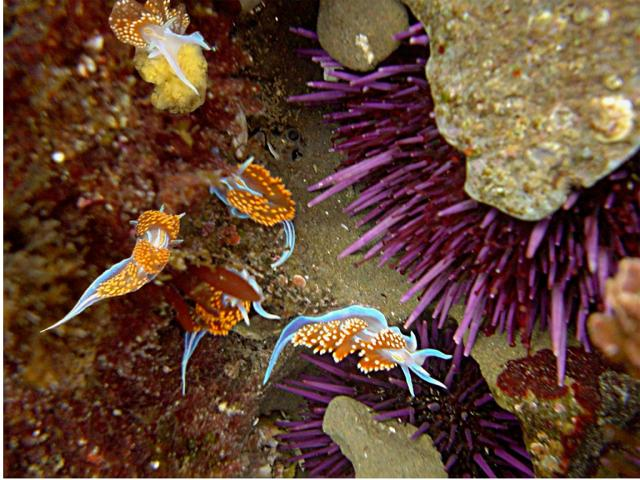